# Seznam svazů mokřadní vegetace v Česku
Seznam svazů mokřadní vegetace v Česku je zpracován (včetně pojetí syntaxonů) dle publikace Chytrý a kol. (2011) a představuje přehled svazů (typů rostlinných společenstev) řazených do mokřadní vegetace na území Česka.
Přehled je zpracován pomocí fytocenologických jednotek hlavní úrovně (ranku), kdy nejnižší hlavní jednotkou je asociace, jí nadřazený je pak svaz, nad svazem je řád (pro zjednodušení nejsou zde řády uvedeny) a nejvyšší jednotkou je třída. Vědecký název syntaxonu se řídí podle závazných pravidel, která jsou uvedena v mezinárodním kódu fytocenologické nomenklatury. Český název je pak pouze co nejstručnější a zároveň nejvýstižnějším popisem této vegetace a nepodléhá takovým závazným pravidlům. Celý tento seznam se ovšem vztahuje pouze na území České republiky. Proto zde uvedené třídy (nebo jiné jednotky) mají často další podřazené syntaxony, které zde nejsou uvedeny, protože se vyskytují pouze mimo ČR.

## TřídaIsoëto-Nano-Juncetea– Vegetace jednoletých vlhkomilných bylin
| Fotografie | Český název                                                              | Odborný název             | Galerie na Commons                                    | Asociace v rámci tohoto svazu |
| ---------- | ------------------------------------------------------------------------ | ------------------------- | ----------------------------------------------------- | --- |
|            | Vegetace nízkých jednoletých travin a bylin na obnažených dnech rybníků  | svaz Eleocharition ovatae | Kategorie „Eleocharition ovatae“ na Wikimedia Commons | - Polygono-Eleocharitetum ovatae – Vegetace obnažených den s bahničkou vejčitou a ostřicí šáchorovitou - Cyperetum micheliani – Vegetace obnažených den s šáchorem hnědým a šáchorem Micheliovým - Stellario uliginosae-Isolepidetum setaceae – Vegetace rybničních okrajů se sítinou žabí a ptačincem mokřadním |
|            | Vegetace drobných jednoletých rostlin na vlhkých píscích                 | svaz Radiolion linoidis   | Kategorie „Radiolion linoidis“ na Wikimedia Commons   | - Centunculo minimi-Anthoceretum punctati – Vegetace nízkých bylin a mechorostů na vlhkých polích - Junco tenageiae-Radioletum linoidis – Vegetace nízkých jednoletých travin na vlhkých píscích |
|            | Jednoletá vegetace minerálně bohatých obnažených den v teplých oblastech | svaz Verbenion supinae    | Kategorie „Verbenion supinae “ na Wikimedia Commons   | - Veronico anagalloidis-Lythretum hyssopifoliae – Subhalofilní vegetace nízkých jednoletých bylin |

## TřídaBidentetea tripartitae– Vegetace jednoletých nitrofilních vlhkomilných bylin
| Fotografie | Český název                                                        | Odborný název              | Galerie na Commons                                     | Asociace v rámci tohoto svazu |
| ---------- | ------------------------------------------------------------------ | -------------------------- | ------------------------------------------------------ | --- |
|            | Nitrofilní vegetace obnažených den a vlhkých ruderálních stanovišť | svaz Bidention tripartitae | Kategorie „Bidention tripartitae“ na Wikimedia Commons | - Rumici maritimi-Ranunculetum scelerati – Vegetace obnažených den se šťovíkem přímořským a pryskyřníkem lítým - Bidentetum tripartitae – Vegetace letněných rybníků s dvouzubcem trojdílným a rdesnem blešníkem - Bidentetum cernuae – Vegetace periodických mokřadů s dvouzubcem nicím - Polygono brittingeri-Chenopodietum rubri – Vegetace říčních náplavů s vlhkomilnými merlíky a rdesny - Corrigiolo littoralis-Bidentetum radiatae – Vegetace letněných rybníků s dvouzubcem paprsčitým - Polygonetum hydropiperis – Vegetace obnažených den s rdesnem peprníkem |
|            | Vegetace drobných jednoletých rostlin na vlhkých píscích           | svaz Chenopodion rubri     | Kategorie „Chenopodion rubri“ na Wikimedia Commons     | - Chenopodietum rubri – Vegetace vlhkých půd s merlíkem sivým a merlíkem červeným - Bidenti frondosae-Atriplicetum prostratae – Vegetace vlhkých půd s merlíkem sivým a lebedou rozprostřenou - Chenopodietum ficifolii – Nitrofilní vegetace s merlíkem fíkolistým - Chenopodio chenopodioidis-Atriplicetum prostratae – Vegetace vlhkých půd s merlíkem slanomilným |

## TřídaPhragmito-Magno-Caricetea– Vegetace rákosin a vysokých ostřic
| Fotografie | Český název                                                          | Odborný název                                        | Galerie na Commons                                                               | Asociace v rámci tohoto svazu |
| ---------- | -------------------------------------------------------------------- | ---------------------------------------------------- | -------------------------------------------------------------------------------- | --- |
|            | Sladkovodní rákosiny                                                 | svaz Phragmition australis                           | Kategorie „Phragmition australis“ na Wikimedia Commons                           | - Schoenoplectetum lacustris – Rákosiny se skřípincem jezerním - Typhetum angustifoliae – Rákosiny s orobincem úzkolistým - Typhetum latifoliae – Rákosiny s orobincem širokolistým - Phragmitetum australis – Rákosiny s rákosem obecným - Glycerietum maximae – Rákosiny se zblochanem vodním - Glycerio-Sparganietum neglecti – Rákosiny se zevarem vzpřímeným - Acoretum calami – Rákosiny s puškvorcem obecným - Equisetetum fluviatilis – Mokřadní vegetace s přesličkou poříční - Typhetum shuttleworthii – Rákosiny s orobincem stříbrošedým - Phalarido arundinaceae-Bolboschoenetum laticarpi – Poříční rákosiny s kamyšníkem širokoplodým |
|            | Kontinentální brakické rákosiny                                      | svaz Meliloto dentati-Bolboschoenion maritimi        | Kategorie „Meliloto dentati-Bolboschoenion maritimi“ na Wikimedia Commons        | - Astero pannonici-Bolboschoenetum compacti – Brakické rákosiny s kamyšníkem přímořským - Schoenoplectetum tabernaemontani – Brakické rákosiny se skřípincem Tabernaemontanovým |
|            | Vegetace mohutných bažinných bylin v periodicky vysychajících vodách | svaz Eleocharito palustris-Sagittarion sagittifoliae | Kategorie „Eleocharito palustris-Sagittarion sagittifoliae“ na Wikimedia Commons | - Oenanthetum aquaticae – Vegetace bažin s haluchou vodní - Oenantho aquaticae-Rorippetum amphibiae – Vegetace mělkých aluviálních tůní s rukví obojživelnou - Sagittario sagittifoliae-Sparganietum emersi – Mokřadní vegetace s šípatkou střelolistou a zevarem jednoduchým - Eleocharito palustris-Hippuridetum vulgaris – Vegetace mělkých vod s prustkou obecnou - Scirpetum radicantis – Mokřadní vegetace se skřípinou kořenující - Eleocharitetum palustris – Vegetace mělkých mokřadů s bahničkou mokřadní - Alopecuro-Alismatetum plantaginis-aquaticae – Mokřadní vegetace s žabníkem jitrocelovým - Alismatetum lanceolati – Mokřadní vegetace s žabníkem kopinatým - Batrachio circinati-Alismatetum graminei – Mokřadní vegetace s žabníkem trávolistým - Butometum umbellati – Mokřadní vegetace se šmelem okoličnatým - Bolboschoenetum yagarae – Litorální vegetace sladkých vod s kamyšníky - Tripleurospermo inodori-Bolboschoenetum planiculmis – Vegetace dočasně zaplavovaných prohlubní s kamyšníky |
|            | Rákosiny a ostřicové porosty podél tekoucích vod                     | svaz Phalaridion arundinaceae                        | Kategorie „Phalaridion arundinaceae“ na Wikimedia Commons                        | - Rorippo-Phalaridetum arundinaceae – Poříční rákosiny s chrasticí rákosovitou - Caricetum buekii – Poříční vegetace s ostřicí Buekovou - Tussilagini farfarae-Calamagrostietum pseudophragmitae – Vegetace štěrkových říčních náplavů s třtinou pobřežní |
|            | Nízké potoční rákosiny a plaury                                      | svaz Glycerio-Sparganion                             | Kategorie „Glycerio-Sparganion“ na Wikimedia Commons                             | - Glycerietum fluitantis – Mokřadní vegetace se zblochanem vzplývavým - Glycerietum notatae – Mokřadní vegetace se zblochanem řasnatým - Beruletum erectae – Mokřadní vegetace s potočníkem vzpřímeným - Nasturtietum officinalis – Mokřadní vegetace s potočnicemi - Leersietum oryzoidis – Nízké rákosiny s tajničkou rýžovitou |
|            | Vegetace bažinných bylin na nezpevněných organických substrátech     | svaz Carici-Rumicion hydrolapathi                    | Kategorie „Carici-Rumicion hydrolapathi “ na Wikimedia Commons                   | - Cicuto virosae-Caricetum pseudocyperi – Mokřadní vegetace s rozpukem jízlivým a ostřicí nedošáchorem - Thelypterido palustris-Phragmitetum australis – Plovoucí rákosinové ostrůvky s kapradiníkem bažinným - Calletum palustris – Mokřadní vegetace s ďáblíkem bahenním |
|            | Vegetace vysokých ostřic v litorálu oligotrofních a mezotrofních vod | svaz Magno-Caricion elatae                           | Kategorie „Magno-Caricion elatae“ na Wikimedia Commons                           | - Caricetum elatae – Vegetace mezotrofních stojatých vod s ostřicí vyvýšenou - Equiseto fluviatilis-Caricetum rostratae – Vegetace oligotrofních stojatých vod s ostřicí zobánkatou - Peucedano palustris-Caricetum lasiocarpae – Vegetace oligotrofních stojatých vod s ostřicí plstnatoplodou - Comaro palustris-Caricetum cespitosae – Vegetace oligotrofních a mezotrofních stojatých vod s ostřicí trsnatou - Caricetum diandrae – Vegetace oligotrofních stojatých vod s ostřicí přioblou - Caricetum appropinquatae – Vegetace oligotrofních a mezotrofních stojatých vod s ostřicí odchylnou - Carici elatae-Calamagrostietum canescentis – Mokřadní vegetace se třtinou šedavou - Cladietum marisci – Vápnomilné rákosiny s mařicí pilovitou |
|            | Vegetace vysokých ostřic v litorálu eutrofních vod                   | svaz Magno-Caricion gracilis                         | Kategorie „Magno-Caricion gracilis“ na Wikimedia Commons                         | - Caricetum acutiformi-paniculatae – Vegetace minerálně bohatých stojatých vod s ostřicí latnatou - Caricetum acutiformis – Mokřadní vegetace s ostřicí ostrou - Caricetum gracilis – Mokřadní vegetace s ostřicí štíhlou - Caricetum vesicariae – Mokřadní vegetace s ostřicí měchýřkatou - Caricetum distichae – Mokřadní vegetace s ostřicí dvouřadou - Caricetum ripariae – Vegetace nížinných říčních niv s ostřicí pobřežní - Caricetum vulpinae – Mokřadní vegetace s ostřicí liščí - Phalaridetum arundinaceae – Rákosiny stojatých vod a niv nížinných řek s chrasticí rákosovitou |